# Victor Kraus
Victor Kraus (* 1954 in Ansbach) ist ein deutscher Maler.

## Leben
Kraus studierte von 1977 bis 1982 an der Akademie der Bildenden Künste München bei Horst Sauerbruch. Er lebt und arbeitet in München und Kinding.
Kraus setzt sich in seinen Arbeiten mit Themen und der Qualität der Malerei der Klassischen Moderne
auseinander und entwickelt sie in einer gegenwärtigen, experimentellen und freien Weise weiter.
Hauptthema seiner teils großformatigen Bilder ist die Landschaft in ihren unterschiedlichen Erscheinungsformen – Wasseroberflächen, Felder, Meeres- und Seeufer, auch Stadtlandschaften sowie Interieurs und florale Stillleben. Außerdem gibt es Beispiele figurativer Malerei, wobei allerdings Menschen in seinen Landschaften und Interieurs in der Regel abwesend sind.

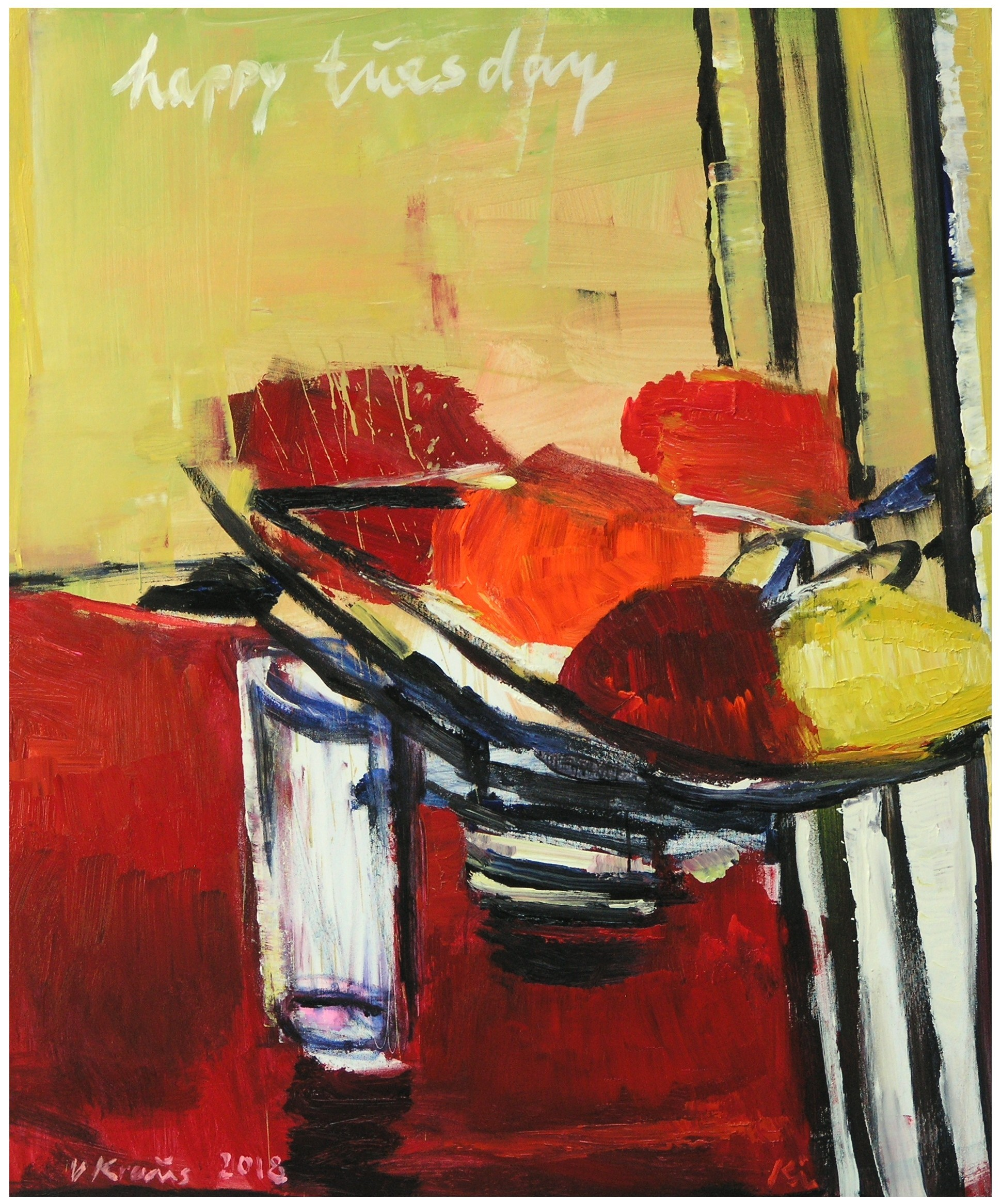
Stillleben Happy Tuesday, 2018

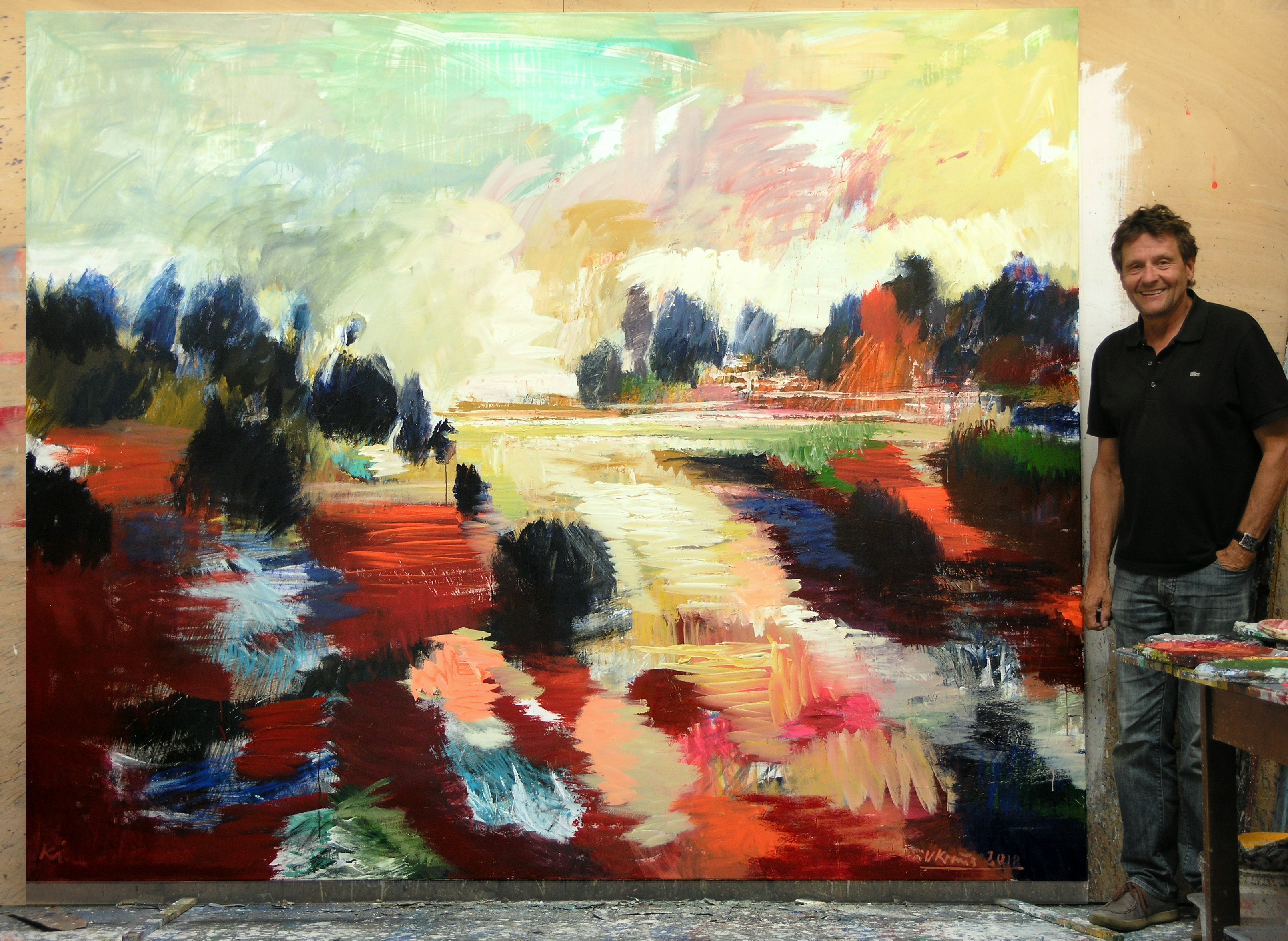
Victor Kraus vor der Acrylleinwand 'Colorful Landscape'

## Einzelausstellungen (Auswahl)
- 1984: Museum Villa Stuck, München[1]
- 1987: Sprengel Museum, Hannover[2]
- 1990: Kunstverein Braunschweig[3]
- 1990: Heidelberger Kunstverein
- 1990: Kunstverein Bamberg
- 1991: Staatliche Kunsthalle Karlsruhe
- 1991: Goethe-Institut, San Francisco, USA
- 1995: Installation im Schloss Gottorf[4]
- 1999: Kunstverein Dortmund
- 2003: Städtische Galerie Cham
- 2007: Kunstmuseum Ahlen
- 2008: Kreuzherrensaal Memmingen
- 2008: Städtische Galerie Rosenheim[5]
- 2009: Museum Peine
- 2012: Kunsthalle Schweinfurt[6]
- 2018: Romantic Warrior, Kreuzherrensaal Memmingen[7]
- 2019: One Artist Show, Messe Art Karlsruhe, Galerie Spektrum
- 2020: One Artist Show, Messe Art Karlsruhe, Galerie Spektrum
- 2021: One Artist Show, Messe Art Karlsruhe, Galerie Spektrum

## Preise und Auszeichnungen
- 1982: Förderstipendium für Malerei der Stadt München
- 1984: Preisträger beim Wettbewerb des Kunstmagazins ART zum Thema: Deutsche Landschaft heute
- 1984: Förderpreis für Bildende Kunst, Nürnberg
- 1985: Landesstipendium Niedersachsen
- 1986: Bayerischer Staatspreis für Bildende Kunst
- 1990/1991: USA-Stipendium des Bayerischen Kultusministeriums, San Francisco
- 2011: Preisträger des bayernweiten Wettbewerbs KUNSTamBANDamLIMES

## Veröffentlichungen
- Victor Kraus. Bilder. Ausstellung Villa Stuck, München 1984.
- Victor Kraus. Installationen. Ausstellung Sprengel Museum, Hannover 1987.
- Victor Kraus. DUAL. Kunstvereine Braunschweig, Heidelberg, Bamberg, Galerie Thomas München, 1989/90
- Victor Kraus. Aquarell/Collagen. Kunsthalle Karlsruhe, 1991
- Used Papers. Ausstellung in der Galerie Michael Beck Leipzig. Beck & Eggeling. Düsseldorf 1995
- Autistic Dialogues. Ausstellungskatalog. Beck & Eggeling, Düsseldorf 1999
- Frühe Räume – Neues Land. Hrsg. von Burkhard Leismann. Wienand, Köln 2007. ISBN 978-3-87909-939-9
- Erich Schneider (Hrsg.): this deep surface. Ausstellungskatalog. Schweinfurt 2012. ISBN 978-3-936042-71-9

## Arbeiten in öffentlichen Sammlungen
- Städt. Galerie im Lenbachhaus, München
- Kunsthalle Schweinfurt
- Bayerische Staatsgemäldesammlung/Pinakothek der Moderne, München
- Bayerisches Kultusministerium
- Bayerische Staatskanzlei
- Städtische Artothek München
- Niederreuther Stiftung
- Kunstmuseum Celle
- Deutsche Bank Frankfurt
- Stadtsparkasse München
- Flughafen München
- Sammlung ADAC, München
- Munich Re, München
- Nord/LB Hannover
- TaylorWessing, München
- Landesmuseum Schleswig-Holstein, Schloss Gottorf
- Kunstsammlung Wertingen
- Boca Raton Museum Florida, USA
- Sammlung Jack Welch, New York, USA